# Franz Albrecht von Kaltenborn
Franz Albrecht von Kaltenborn (1690 – 10. august 1758 i København) var en dansk officer.
Han var søn af Georg Albrecht von Kaltenborn til Hundsfeld i Schlesien. Han blev page hos hertug Ernst Ludvig I af Sachsen-Meiningen og fulgte, da hertugen 1712 solgte Danmark en fodfolksbataljon, som premierløjtnant med denne. 1713 kom han til Grenaderkorpset, hvor han siden tjente i 45 år og forfremmedes til kaptajn 1728, major 1730, karakteriseret oberst 1735, kommandør for korpset 1738, generalmajor 1751 og generalløjtnant 1758. 10. august samme år døde han ugift i København.
Hans brodersøn var officeren Carl Friedrich von Kaltenborn.